# قتل الكلاب المسعورة
قتل الكلاب المسعورة (بالفارسية: سگ كشی) فيلم دراما وإثارة إيراني من إخراج وتأليف بهرام بيضائي.

## الممثلون
- موزده شامساي - گلرخ کمالي
- ماجد موزافاري - ناصر معاصر
- رضا كيانيان - جواد مقدّم
- داريوش أريماند - حاجي نقدي
- أحمد ناجافي - نايري
- ميترا حجار - فرشته اقتداري
- حسن بورشيرازي - گروهبان نغمه

## روابط أضافية
- قتل الكلاب المسعورة على موقع IMDb (الإنجليزية)
- قتل الكلاب المسعورة على موقع Turner Classic Movies (الإنجليزية)
- قتل الكلاب المسعورة على موقع فيلمافينيتي (الإسبانية)
- قتل الكلاب المسعورة على موقع قاعدة بيانات الفيلم (الإنجليزية)
- قتل الكلاب المسعورة على موقع ليتربوكسد (الإنجليزية)
- قتل الكلاب المسعورة على موقع كينوبويسك (الروسية)